# Telegonía
La Telegonía (Τηλεγόνεια) es un poema perdido del ciclo troyano. Ha sido atribuido a Eugamón de Cirene y datado en el siglo VI a. C. Se cree que una de las fuentes principales con las que se compuso este poema es una obra anterior, también perdida, titulada Tesprócida. El argumento de la obra es conocido gracias al resumen que sobre ella realizó un tal Proclo en su Crestomatía. También Apolodoro aportó un resumen que podría estar inspirado en esta obra perdida. 

## Argumento
La obra narraba lo sucedido después de la muerte de los pretendientes de Penélope. Odiseo realizó un viaje a Élide. Posteriormente celebró los sacrificios que Tiresias había indicado en el canto XI de la Odisea. Tras ello, partió en otro viaje a Tesprocia, donde se casó con la reina Calídice (Καλλιδίκη). Allí Odiseo participó en una guerra entre los tesprotos y los brigos, en la que también intervinieron varios dioses olímpicos.
Tras la muerte de Calídice, Polipetes, hijo de Odiseo, heredó el reino, y Odiseo regresó a Ítaca. Telégono, el hijo que Odiseo había tenido con Circe o con Calipso, viajó a Ítaca en busca de su padre y saqueó la isla. Odiseo luchó contra él y murió. Telégono se dio cuenta del error que había cometido y condujo el cuerpo de su padre, junto con Telémaco y Penélope, a presencia de su madre. Finalmente, Telégono se casó con Penélope; y Telémaco, con Circe.